# Tỉnh trưởng Chính phủ Nhân dân tỉnh Giang Tây
Tỉnh trưởng Chính phủ Nhân dân tỉnh Giang Tây (tiếng Trung: 江西省人民政府省长, bính âm: Jiāng Xī shěng rénmín zhèngfǔ shěng zhǎng, Giang Tây tỉnh Nhân dân Chính phủ Tỉnh trưởng) được bầu cử bởi Đại hội Đại biểu nhân dân tỉnh Giang Tây, lãnh đạo bởi thành viên của Đảng Cộng sản Trung Quốc. Cán bộ, công chức lãnh đạo, là Tỉnh trưởng Chính phủ Nhân dân tỉnh Giang Tây có cấp bậc Bộ trưởng, thường là Ủy viên Ủy ban Trung ương Đảng Cộng sản Trung Quốc các khóa. Tỉnh trưởng Chính phủ Nhân dân là lãnh đạo thứ hai của tỉnh, đứng sau Bí thư Tỉnh ủy. Tỉnh trưởng Chính phủ Nhân dân tỉnh Giang Tây đồng thời là Phó Bí thư Tỉnh ủy tỉnh Giang Tây.
Trong lịch sử Cộng hòa Nhân dân Trung Hoa, chức vụ Tỉnh trưởng Chính phủ Nhân dân tỉnh Giang Tây có các tên gọi là Chủ tịch Chính phủ Nhân dân tỉnh Giang Tây (1949 - 1955), Tỉnh trưởng Ủy ban Nhân dân tỉnh Giang Tây (1955 - 1967), Chủ nhiệm Ủy ban Quân Giải phóng Nhân dân Trung Quốc Kiểm soát tỉnh Giang Tây (1967 - 1968), Chủ nhiệm Ủy ban Cách mạng tỉnh Giang Tây (1968 - 1979), và Tỉnh trưởng Chính phủ Nhân dân tỉnh Giang Tây (1979 đến nay). Tất cả các tên gọi này dù khác nhau nhưng cùng có ý nghĩa là Thủ trưởng Hành chính tỉnh Giang Tây, tức nghĩa Tỉnh trưởng Chính phủ Nhân dân tỉnh Giang Tây hiện nay.
Tỉnh trưởng Chính phủ Nhân dân tỉnh Giang Tây hiện tại là Dịch Luyện Hồng.

## Lịch sử

### Diễn biến kinh tế

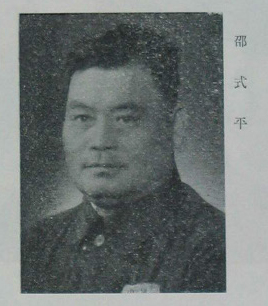
Thiệu Thức Bình (1900 – 1965), Tỉnh trưởng Giang Tây, từ 1949 đến 1965.

Vào ngày 16 tháng 6 năm 1949, Chính phủ Nhân dân tỉnh Giang Tây được thành lập và được tổ chức lại thành Ủy ban Nhân dân tỉnh Giang Tây vào tháng 2 năm 1955. Trong những ngày đầu, từ tháng 2 cho đến tháng 6 năm 1949, Trần Chính Nhân (陳正人. 1907 – 1972) tạm giữ vị trí Tỉnh trưởng Giang Tây, kiêm nhiệm khi chức vụ chính thức của ông là Bí thư Giang Tây. Thời gian đó Chủ tịch Chính phủ Nhân dân tỉnh Giang Tây, Tỉnh trưởng Ủy ban Nhân dân tỉnh Giang Tây là Thiệu Thức Bình (邵式平. 1900 – 1965) giai đoạn (1900 – 1975), làm Thủ trưởng hành chính tỉnh Giang Tây trong 16 năm, từ năm bắt đầu cho đến năm 1965, khi ông mất. Trong những năm ông công tác, dân số của tỉnh Giang Tây gia tăng nhanh chóng. Ông đã huy động 50.000 cán bộ trên toàn tỉnh về nông thôn, kêu gọi nhân dân đi đến những khu cằn cỗi nằm mở ra sản xuất nông nghiệp và thành lập nhiều trang trại khai hoang. Sau đó, ông thành lập Đại học Lao động Cộng sản Chủ nghĩa Giang Tây (nay đổi tên thành Đại học Nông nghiệp Giang Tây), với các cơ sở trên toàn tỉnh nhằm tổ chức đào tạo. Sáng kiến tiên phong này của ông lan rộng ra cả nước. Những biện pháp này đảm bảo nguồn cung lương thực của Giang Tây vào thời điểm đó, không chỉ không có nạn đói mà còn là một tỉnh xuất khẩu lương thực lớn. Vào thời điểm đó, một số lượng lớn người từ các tỉnh xung quanh đã đổ vào Giang Tây, hầu hết được tái định cư và sinh sống tại các trang trại khai hoang. Đầu thế kỷ XXI, Giang Tây không đạt được tốt độ phát triển kinh tế tốt, là tỉnh nghèo trong những tỉnh cạnh như Chiết Giang, Phúc Kiến, Quảng Đông.

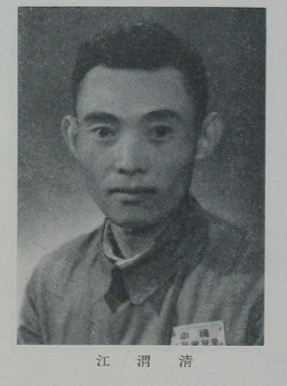
Giang Vị Thanh (1910 – 2000), Chủ nhiệm Ủy ban Cách mạng tỉnh Giang Tây (1972 – 1979).

Thủ trưởng trước tiếp theo là Phương Chí Thuần (方志純. 1905 – 1993) giai đoạn (1905 – 1993), Tỉnh trưởng Ủy ban Nhân dân tỉnh, Chủ nhiệm Ủy ban Giải phóng quân Nhân dân Trung Quốc kiểm soát tỉnh. Tháng 1 năm 1968, cơ quan hành chính được tổ chức lại thành Ủy ban Cách mạng tỉnh Giang Tây, thời kỳ 1968 – 1979, với các Chủ nhiệm Trình Thế Thanh (程世清. 1918 – 2008) giai đoạn (1968 – 1972), Thiếu tướng Giải phóng quân Nhân dân Trung Quốc và Giang Vị Thanh (江渭清. 1910 – 2000) giai đoạn (1972 – 1979). Có thể thấy, trong ba mươi năm đầu từ 1949 đến 1979, Giang Tây chỉ có bốn Thủ trưởng cơ quan hành chính tỉnh.

### Thủ trưởng sau 1979
Vào tháng 12 năm 1979, cơ quan hành chính đổi tên lại thành Chính phủ Nhân dân tỉnh Giang Tây cho đến nay, gồm các Tỉnh trưởng Chính phủ Nhân dân tỉnh Giang Tây là: Bạch Đống Tài (白棟材. 1916 – 2014) giai đoạn (1979 – 1982), Triệu Tăng Ích (趙增益. 1920 – 1993) giai đoạn (1982 – 1985), Nghê Hiến Sách (倪獻策. 1935) thời kỳ (1985 – 1986). Nghê Hiến Sách chỉ giữ vị trí Tỉnh trưởng Giang Tây được một năm. Ông đã bị bắt năm 1986 vì vi phạm kỷ luật liên quan tới sử dụng ngân sách và ưu đãi người thân, phạt tù hai năm và không thể quay trở lại công tác. Người thay thế là Ngô Quan Chính (1986 – 1995), Thư Thánh Hữu (舒聖佑. 1936) giai đoạn (1995 – 2001), Hoàng Trí Quyền (黃智權. 1942) giai đoạn (2001 – 2006), Ngô Tân Hùng (吴新雄. 1949) giai đoạn (2006 – 2011), Lộc Tâm Xã (2011 – 2016), Lưu Kỳ (2016 – 2018) và Dịch Luyện Hồng (2018 – nay). Lộc Tâm Xã, Lưu Kỳ và Dịch Luyện Hồng đều đang là Ủy viên Ủy ban Trung ương Đảng Cộng sản Trung Quốc khóa XIX, với Lộc Tâm Xã, Bí thư Quảng Tây, Lưu Kỳ, Bí thư Giang Tây và Dịch Luyện Hồng, Tỉnh trưởng Giang Tây đương nhiệm.
Trong số các Tỉnh trưởng Chính phủ Nhân dân tỉnh Giang Tây, có một lãnh đạo quốc gia, là Ngô Quan Chính (1938 -), về sau trở thành Ủy viên Ban Thường vụ Bộ Chính trị Đảng Cộng sản Trung Quốc (2002 – 2007), Lãnh đạo Quốc gia vị trí thứ bảy, nguyên Bí thư Ủy ban Kiểm tra Kỷ luật Trung ương Đảng Cộng sản Trung Quốc, chức vụ cấp Lãnh đạo Quốc gia.

## Danh sách Tỉnh trưởng Chính phủ Nhân dân tỉnh Giang Tây
Từ năm 1949 tính đến hiện tại, Chính phủ Nhân dân tỉnh Giang Tây có 14 Tỉnh trưởng Chính phủ Nhân dân.
| STT                                                                                         | Tên                                                      | Quê quán                                                 | Sinh năm                                                 | Nhiệm kỳ                                                 | Chức vụ về sau (gồm hiện) | Chức vụ trước, tình trạng                                         |
| Chủ tịch Chính phủ Nhân dân tỉnh Giang Tây (1949 - 1955)                                    | Chủ tịch Chính phủ Nhân dân tỉnh Giang Tây (1949 - 1955) | Chủ tịch Chính phủ Nhân dân tỉnh Giang Tây (1949 - 1955) | Chủ tịch Chính phủ Nhân dân tỉnh Giang Tây (1949 - 1955) | Chủ tịch Chính phủ Nhân dân tỉnh Giang Tây (1949 - 1955) | Chủ tịch Chính phủ Nhân dân tỉnh Giang Tây (1949 - 1955) | Chủ tịch Chính phủ Nhân dân tỉnh Giang Tây (1949 - 1955)          |
| ------------------------------------------------------------------------------------------- | -------------------------------------------------------- | -------------------------------------------------------- | -------------------------------------------------------- | -------------------------------------------------------- | --- | ----------------------------------------------------------------- |
| 1                                                                                           | Thiệu Thức Bình                                          | Dặc Dương, Giang Tây                                     | 1900 - 1965                                              | 06/1949 - 09/1955                                        | Nguyên Chủ tịch Chính phủ Nhân dân tỉnh và Tỉnh trưởng Ủy ban Nhân dân tỉnh Giang Tây. | Qua đời năm 1965 tại Nam Xương.                                   |
| Tỉnh trưởng Ủy ban Nhân dân tỉnh Giang Tây (1955 - 1967)                                    |                                                          |                                                          |                                                          |                                                          | |                                                                   |
| 1                                                                                           | Thiệu Thức Bình                                          | Dặc Dương, Giang Tây                                     | 1900 - 1965                                              | 09/1955 - 09/1965                                        | Nguyên Chủ tịch Chính phủ Nhân dân tỉnh và Tỉnh trưởng Ủy ban Nhân dân tỉnh Giang Tây. | Qua đời năm 1965 tại Nam Xương.                                   |
| 2                                                                                           | Phương Chí Thuần                                         | Dặc Dương, Giang Tây                                     | 1905 - 1993                                              | 09/1965 - 01/1967                                        | Nguyên Ủy viên Ủy ban Cố vấn Trung ương Đảng Cộng sản Trung Quốc. | Qua đời năm 1993 tại Nam Xương.                                   |
| Chủ nhiệm Ủy ban Giải phóng quân Nhân dân Trung Quốc kiểm soát tỉnh Giang Tây (1967 - 1968) |                                                          |                                                          |                                                          |                                                          | |                                                                   |
| 2                                                                                           | Phương Chí Thuần                                         | Dặc Dương, Giang Tây                                     | 1905 - 1993                                              | 01/1967 - 01/1968                                        | Nguyên Ủy viên Ủy ban Cố vấn Trung ương Đảng Cộng sản Trung Quốc. | Qua đời năm 1993 tại Nam Xương.                                   |
| Chủ nhiệm Ủy ban Cách mạng tỉnh Giang Tây (1968 - 1979)                                     |                                                          |                                                          |                                                          |                                                          | |                                                                   |
| 3                                                                                           | Trình Thế Thanh                                          | Tín Dương, Hà Nam                                        | 1918 - 2008                                              | 01/1968 - 01/1972                                        | Thiếu tướng Giải phóng quân Nhân dân Trung Quốc, Nguyên Bí thư Tỉnh ủy tỉnh Giang Tây. | Qua đời năm 2008 tại Nam Xương.                                   |
| 4                                                                                           | Giang Vị Thanh                                           | Nhạc Dương, Hồ Nam                                       | 1910 - 2000                                              | 04/1972 - 12/1979                                        | Nguyên Bí thư Tỉnh ủy tỉnh Giang Tây, Nguyên Ủy viên Ủy ban Cố vấn Trung ương Đảng Cộng sản Trung Quốc. | Qua đời năm 2000 tại Nam Kinh.                                    |
| Tỉnh trưởng Chính phủ Nhân dân tỉnh Giang Tây (1979 - nay)                                  |                                                          |                                                          |                                                          |                                                          | |                                                                   |
| 5                                                                                           | Bạch Đống Tài                                            | Hành Thủy, Hà Bắc                                        | 1916 - 2014                                              | 12/1979 - 18/1982                                        | Nguyên Bí thư Tỉnh ủy tỉnh Giang Tây, Nguyên Ủy viên Ủy ban Cố vấn Trung ương Đảng Cộng sản Trung Quốc. | Qua đời năm 2014.                                                 |
| 6                                                                                           | Triệu Tăng Ích                                           | Dương Tuyền, Sơn Tây                                     | 1920 - 1993                                              | 08/1982 - 07/1985                                        | Nguyên Bí thư Tỉnh ủy tỉnh Giang Tây. | Qua đời năm 1993 tại Thượng Hải.                                  |
| 7                                                                                           | Nghê Hiến Sách                                           | Cao Mật, Sơn Đông                                        | 1935 -                                                   | 07/1985 - 10/1986                                        | Nguyên Tỉnh trưởng Chính phủ Nhân dân tỉnh Giang Tây. | Bị buộc tội, cách chức Tỉnh trưởng Chính phủ Nhân dân, tù 02 năm. |
| 8                                                                                           | Ngô Quan Chính                                           | Thượng Nhiêu, Giang Tây                                  | 1938 -                                                   | 10/1986 - 04/1995                                        | Nguyên Ủy viên Ban Thường vụ Bộ Chính trị Đảng Cộng sản Trung Quốc (lãnh đạo vị trí thứ bảy), Nguyên Bí thư Ủy ban Kiểm tra Kỷ luật Trung ương Đảng Cộng sản Trung Quốc, Nguyên Bí thư Tỉnh ủy tỉnh Sơn Đông, Nguyên Bí thư Tỉnh ủy tỉnh Giang Tây. | Trước đó là Bí thư Thị ủy Vũ Hán.                                 |
| 9                                                                                           | Thư Thánh Hữu                                            | Thượng Nhiêu, Giang Tây                                  | 1936 -                                                   | 04/1995 - 04/2001                                        | Nguyên Ủy viên thường vụ Ủy ban Toàn quốc Hội nghị Hiệp thương Chính trị Nhân dân Trung Quốc. | Trước đó là Phó Tỉnh trưởng Chính phủ Nhân dân tỉnh Giang Tây.    |
| 10                                                                                          | Hoàng Trí Quyền                                          | Đồng Hương, Chiết Giang                                  | 1942 -                                                   | 04/2001 - 10/2006                                        | Nguyên Ủy viên Ủy ban Thường vụ Đại hội Đại biểu Nhân dân Toàn quốc Cộng hòa Nhân dân Trung Hoa, Nguyên Phó Chủ nhiệm Ủy ban Bảo vệ Tài nguyên và Môi trường của Quốc hội.                                                                          | Trước đó là Phó Tỉnh trưởng Chính phủ Nhân dân tỉnh Giang Tây.    |
| 11                                                                                          | Ngô Tân Hùng                                             | Giang Âm, Giang Tô                                       | 1949 -                                                   | 10/2006 - 06/2011                                        | Chủ nhiệm Ủy ban Điều tiết Điện lực quốc gia Trung Quốc. | Trước đó là Phó Tỉnh trưởng Chính phủ Nhân dân tỉnh Giang Tây.    |
| 12                                                                                          | Lộc Tâm Xã                                               | Cự Dã, Sơn Đông                                          | 1956 -                                                   | 06/2011 - 07/2016                                        | Bí thư Khu ủy Khu tự trị dân tộc Choang Quảng Tây, Nguyên Bí thư Tỉnh ủy tỉnh Giang Tây. | Trước đó là Thứ trưởng Bộ Đất đai và Tài nguyên Trung Quốc.       |
| 13                                                                                          | Lưu Kỳ                                                   | Lâm Nghi, Sơn Đông                                       | 1957 -                                                   | 07/2016 - 08/2018                                        | Bí thư Tỉnh ủy tỉnh Giang Tây, Chủ nhiệm Ủy ban Thường vụ Đại hội Đại biểu Nhân dân tỉnh Giang Tây. | Trước đó là Phó Bí thư Tỉnh ủy tỉnh Giang Tây.                    |
| 14                                                                                          | Dịch Luyện Hồng                                          | Liên Nguyên, Hồ Nam                                      | 1959 -                                                   | 08/2018 -                                                | Phó Bí thư Tỉnh ủy, Tỉnh trưởng Chính phủ Nhân dân tỉnh Giang Tây. | Trước đó là Phó Bí thư Tỉnh ủy tỉnh Liêu Ninh                     |

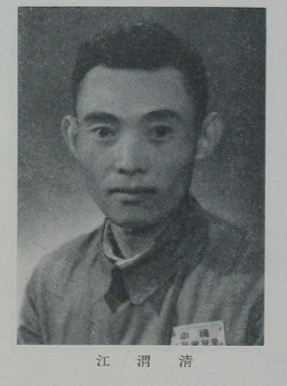
Giang Vị Thanh (1910 - 2000), nguyên Chủ nhiệm Ủy ban Cách mạng tỉnh Giang Tây (1972 - 1979).
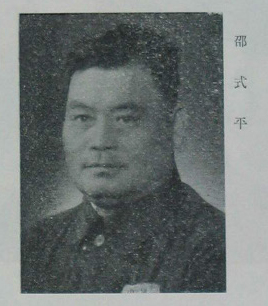
Thiệu Thức Thuần (1900 - 1965), nguyên Chủ tịch Chính phủ Nhân dân tỉnh Giang Tây (1949 - 1955), nguyên Tỉnh trưởng Ủy ban Nhân dân tỉnh Giang Tây (1955 - 1965).

## Tên gọi khác của chức vụ Tỉnh trưởng Chính phủ Nhân dân

#### Chủ tịch Chính phủ Nhân dân tỉnh Giang Tây (1949 - 1955)

Giang Tây

- Thiệu Thức Bình, nguyên Chủ tịch Chính phủ Nhân dân tỉnh Giang Tây (1949 - 1955).

#### Tỉnh trưởng Ủy ban Nhân dân tỉnh Giang Tây (1955 - 1967)
- Thiệu Thức Bình, nguyên Tỉnh trưởng Ủy ban Nhân dân tỉnh Giang Tây (1955 - 1965).
- Phương Chí Thuần, nguyên Tỉnh trưởng Ủy ban Nhân dân tỉnh Giang Tây (1965 - 1967).

#### Chủ nhiệm Ủy ban Quân Giải phóng Nhân dân Trung Quốc Kiểm soát tỉnh Giang Tây (1967 - 1968)
- Phương Chí Thuần, nguyên Chủ nhiệm Ủy ban Quân Giải phóng Nhân dân Trung Quốc Kiểm soát tỉnh Giang Tây (1967 - 1968).

#### Chủ nhiệm Ủy ban Cách mạng tỉnh Giang Tây (1968 - 1979)
- Trình Thế Thanh, Thiếu tướng Giải phóng quân Nhân dân Trung Quốc, nguyên Chủ nhiệm Ủy ban Cách mạng tỉnh Giang Tây (1968 - 1972).
- Giang Vị Thanh, nguyên Chủ nhiệm Ủy ban Cách mạng tỉnh Giang Tây (1972 - 1979).

## Các lãnh đạo quốc gia Trung Quốc từng là Tỉnh trưởng Chính phủ Nhân dân tỉnh Giang Tây

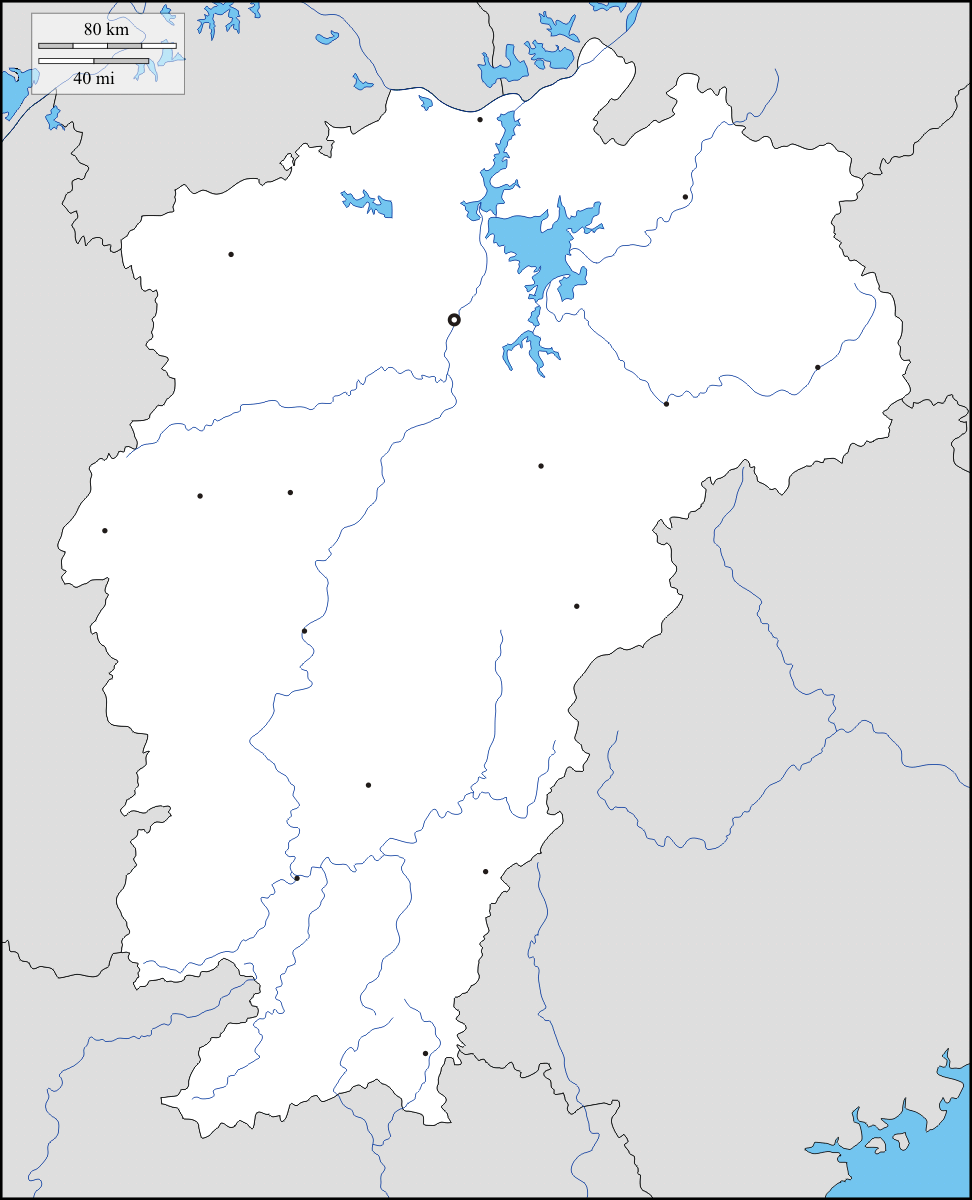
Bản đồ Giang Tây

Trong quãng thời gian từ năm 1949 đến nay, Chính phủ Nhân dân tỉnh Giang Tây có ít lãnh đạo quốc gia từng làm Tỉnh trưởng Chính phủ Nhân dân. Cụ thể, lãnh đạo cấp quốc gia từng giữ vị trí Tỉnh trưởng Chính phủ Nhân dân tỉnh Giang Tây là đồng chí Ngô Quan Chính.
- Ngô Quan Chính (1938 -), nguyên Ủy viên Ban Thường vụ Bộ Chính trị Đảng Cộng sản Trung Quốc (2002 - 2007), lãnh đạo vị trí thứ bảy, nguyên Bí thư Ủy ban Kiểm tra Kỷ luật Trung ương Đảng Cộng sản Trung Quốc.